# Zoroaster

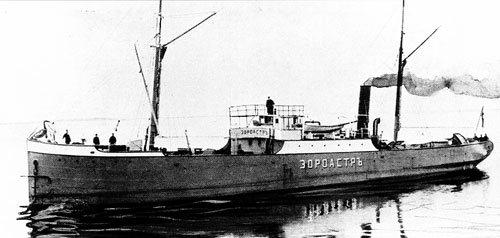
Zoroaster

Zoroaster var världens första tankfartyg. Idén var Ludvig Nobels och utvecklingen skedde tillsammans med chefsingenjören Sven Alexander Almqvist på Motala Verkstad. Fartyget byggdes 1878 vid Motala varv i Norrköping som liksom Lindholmens varv ägdes av Motala Verkstad. Sven Alexander Almqvist blev senare VD för Lindholmens varv i Göteborg. Fartyget beställdes av Branobel för transporter av fotogen på Kaspiska havet mellan Baku och Astrachan. Fartygets längd var 56 meter och dess två tankar rymde sammanlagt 242 ton fotogen.
Traditionellt hade olja och oljeprodukter fraktats i fat av trä, vilket var ineffektivt och dyrt. Tidigare hade Branobel gjort försök med enkelskroviga pråmar, vid övergång till tankers fanns en rad tekniska problem: en av de viktigaste var behovet att hålla lasten och dess ångor borta från maskinrummet för att förhindra brand, men också att möjliggöra temperaturberoende volymförändringar i lasten, samt ventilering av tankarna..
Zoroaster hade fotogenet i två plåtcisterner förbundna av rörledningar, den ena för om maskinrummet den andra akter om. Fartyget hade 21 stycken vertikala vattentäta skott för extra stabilitet. Djupgåendet var 2,7 meter. Två systerfartyg byggdes, varav det ena, Nordenskjöld, exploderade vid en olycka 1881. Till skillnad från senare Nobeltankers var Zoroaster byggd för att kunna segla på egen köl från Sverige till Kaspiska havet via Ladoga, Onega, Volga-Östersjökanalen och floden Volga.
Zoroaster och ytterligare sex andra fartyg ligger som vrak utanför Baku och bildar den konstgjorda oljeutvinningsön och -staden Neft Daşları, som stått modell i Bondfilmen "The World is Not Enough" (1999).